# Max Meyer
Maximilian Meyer (Oberhausen, Alemania, 18 de septiembre de 1995) es un futbolista alemán que juega como centrocampista en el APOEL de Nicosia de la Primera División de Chipre.

## Trayectoria
Nació en Oberhausen donde comenzó su carrera futbolista en el FC Sardegna Oberhausen del año 2000 a 2002 y en Rot-Weiß Oberhausen desde 2002 hasta 2004. Después de cinco años en el MSV Duisburgo, llegó al FC Schalke en 2009. En los años siguientes jugó en diversas selecciones inferiores del FC Schalke.
Debutó con el primer equipo el 16 de febrero de 2013 en un encuentro contra el FSV Maguncia 05. Debutó en la Liga de Campeones el 12 de marzo de 2013 en los octavos de final contra Galatasaray Spor Kulübü.
El 7 de mayo de 2013 amplió su contrato con el F. C. Schalke hasta el verano de 2017.
Tras cinco años en el equipo minero, en agosto de 2018 fichó por el Crystal Palace F. C. En el conjunto londinense estuvo dos temporadas y media, abandonando el club en enero de 2021 tras llegar a un acuerdo para la rescisión de su contrato. Ese mismo mes firmó con el F. C. Colonia hasta el mes de junio.
Durante dos meses estuvo sin equipo, hasta que el 2 de septiembre de se comprometió por dos años con el Fenerbahçe S. K. A los cinco meses fue cedido al F. C. Midtjylland hasta final de temporada con la opción de adquirirlo posteriormente en propiedad. Esto no sucedió y en agosto fichó por el F. C. Lucerna suizo. Allí estuvo dos campañas y en julio de 2024 se unió al APOEL de Nicosia.

## Selección nacional

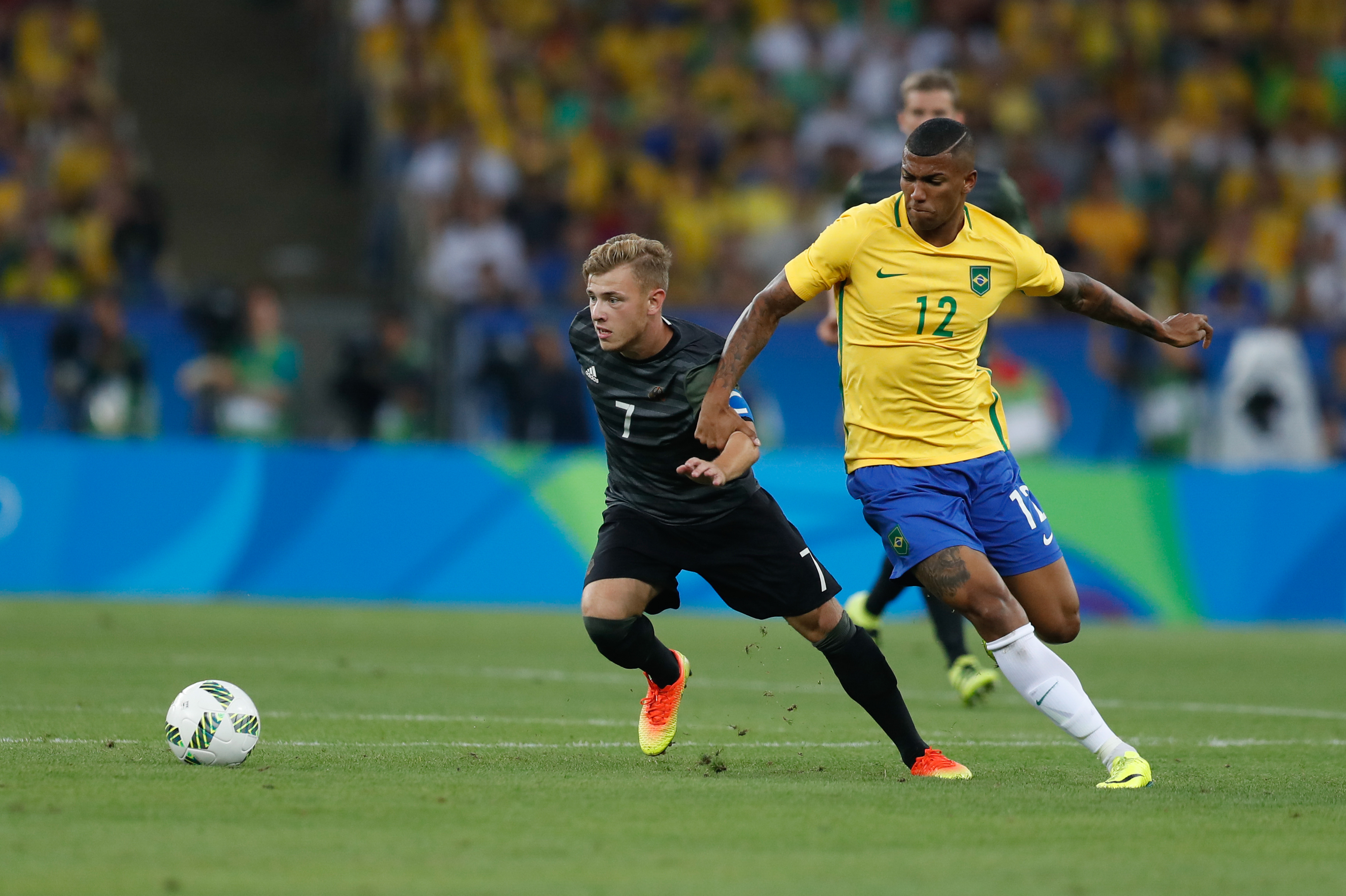
Max Meyer disputando un partido de los Juegos Olímpicos 2016, en Río de Janeiro.

Participó con la selección de Alemania-sub-17 en el Campeonato Europeo Sub-17 de la UEFA 2012. Su equipo llegó a la final, pero ante Países Bajos perdió en la tanda de penaltis. Max Meyer fue el jugador que más goles obtuvo y también el mejor jugador del torneo.
El 8 de mayo de 2014 fue incluido en la lista preliminar de 30 jugadores por el entrenador Joachim Löw con miras a la fase final del torneo en Brasil.

## Estadísticas

### Clubes
Actualizado al último partido jugado el 18 de mayo de 2025.
| Club                            | Div.          | Temporada     | Liga  | Liga  | Copas nacionales | Copas nacionales | Copas internacionales | Copas internacionales | Total | Total | Media goleadora |
| Club                            | Div.          | Temporada     | Part. | Goles | Part.            | Goles            | Part.                 | Goles                 | Part. | Goles | Media goleadora |
| ------------------------------- | ------------- | ------------- | ----- | ----- | ---------------- | ---------------- | --------------------- | --------------------- | ----- | ----- | --------------- |
| F. C. Schalke 04 · Alemania     | 1.ª           | 2012-13       | 5     | 0     | 0                | 0                | 1                     | 0                     | 6     | 0     | 0               |
| F. C. Schalke 04 · Alemania     | 1.ª           | 2013-14       | 30    | 6     | 2                | 1                | 9                     | 0                     | 41    | 7     | 0,17            |
| F. C. Schalke 04 · Alemania     | 1.ª           | 2014-15       | 28    | 5     | 1                | 0                | 8                     | 1                     | 37    | 6     | 0,16            |
| F. C. Schalke 04 · Alemania     | 1.ª           | 2015-16       | 32    | 5     | 2                | 0                | 7                     | 1                     | 41    | 6     | 0,14            |
| F. C. Schalke 04 · Alemania     | 1.ª           | 2016-17       | 27    | 1     | 3                | 0                | 9                     | 1                     | 39    | 2     | 0,05            |
| F. C. Schalke 04 · Alemania     | 1.ª           | 2017-18       | 24    | 0     | 4                | 1                | —                     | —                     | 28    | 1     | 0,03            |
| F. C. Schalke 04 · Alemania     | Total club    | Total club    | 146   | 17    | 12               | 2                | 34                    | 3                     | 192   | 22    | 0,11            |
| Crystal Palace F. C. Inglaterra | 1.ª           | 2018-19       | 29    | 1     | 7                | 1                | —                     | —                     | 36    | 2     | 0,06            |
| Crystal Palace F. C. Inglaterra | 1.ª           | 2019-20       | 17    | 0     | 2                | 0                | —                     | —                     | 19    | 0     | 0               |
| Crystal Palace F. C. Inglaterra | 1.ª           | 2020-21       | 0     | 0     | 1                | 0                | —                     | —                     | 1     | 0     | 0               |
| Crystal Palace F. C. Inglaterra | Total club    | Total club    | 46    | 1     | 10               | 1                | 0                     | 0                     | 56    | 2     | 0,04            |
| F. C. Colonia · Alemania        | 1.ª           | 2020-21       | 11    | 0     | 1                | 0                | —                     | —                     | 12    | 0     | 0               |
| F. C. Colonia · Alemania        | Total club    | Total club    | 11    | 0     | 1                | 0                | 0                     | 0                     | 12    | 0     | 0               |
| Fenerbahçe S. K. Turquía        | 1.ª           | 2021-22       | 6     | 0     | 1                | 0                | 5                     | 1                     | 12    | 1     | 0,08            |
| Fenerbahçe S. K. Turquía        | Total club    | Total club    | 6     | 0     | 1                | 0                | 5                     | 1                     | 12    | 1     | 0,08            |
| F. C. Midtjylland Dinamarca     | 1.ª           | 2021-22       | 8     | 0     | 3                | 0                | 2                     | 0                     | 13    | 0     | 0               |
| F. C. Midtjylland Dinamarca     | Total club    | Total club    | 8     | 0     | 3                | 0                | 2                     | 0                     | 13    | 0     | 0               |
| F. C. Lucerna Suiza             | 1.ª           | 2022-23       | 29    | 11    | 2                | 1                | ―                     | ―                     | 31    | 12    | 0,39            |
| F. C. Lucerna Suiza             | 1.ª           | 2023-24       | 36    | 6     | 3                | 2                | 4                     | 0                     | 43    | 8     | 0,19            |
| F. C. Lucerna Suiza             | Total club    | Total club    | 65    | 17    | 5                | 3                | 4                     | 0                     | 74    | 20    | 0,27            |
| APOEL de Nicosia Chipre         | 1.ª           | 2024-25       | 22    | 2     | 1                | 0                | 9                     | 0                     | 32    | 2     | 0,06            |
| APOEL de Nicosia Chipre         | Total club    | Total club    | 22    | 2     | 1                | 0                | 9                     | 0                     | 32    | 2     | 0,06            |
| Total carrera                   | Total carrera | Total carrera | 304   | 37    | 33               | 6                | 54                    | 4                     | 391   | 47    | 0,12            |
| 1. 2. 3.                        |               |               |       |       |                  |                  |                       |                       |       |       |                 |

### Hat-tricks
| Partidos en los que anotó tres o más goles | Partidos en los que anotó tres o más goles | Partidos en los que anotó tres o más goles | Partidos en los que anotó tres o más goles | Partidos en los que anotó tres o más goles | Partidos en los que anotó tres o más goles | Partidos en los que anotó tres o más goles | Partidos en los que anotó tres o más goles |
| #                                          | Fecha                                      | Lugar                                      | Equipo                                     | Rival                                      | Goles                                      | Resultado                                  | Competición                                |
| ------------------------------------------ | ------------------------------------------ | ------------------------------------------ | ------------------------------------------ | ------------------------------------------ | ------------------------------------------ | ------------------------------------------ | ------------------------------------------ |
| 1                                          | 10 de agosto de 2016                       | Mineirão, Belo Horizonte                   | Alemania sub-23                            | Fiyi sub-23                                | Gol · Gol · Gol                            | 10 - 0                                     | Juegos Olímpicos 2016                      |

## Palmarés

### Títulos nacionales
| Título            | Club              | País      | Año  |
| ----------------- | ----------------- | --------- | ---- |
| Copa de Dinamarca | F. C. Midtjylland | Dinamarca | 2022 |

### Títulos internacionales
| Título          | Club (*)                     | País    | Año  |
| --------------- | ---------------------------- | ------- | ---- |
| Eurocopa Sub-21 | Selección de Alemania sub-21 | Polonia | 2017 |

(*) Incluyendo la selección.